# 印刷

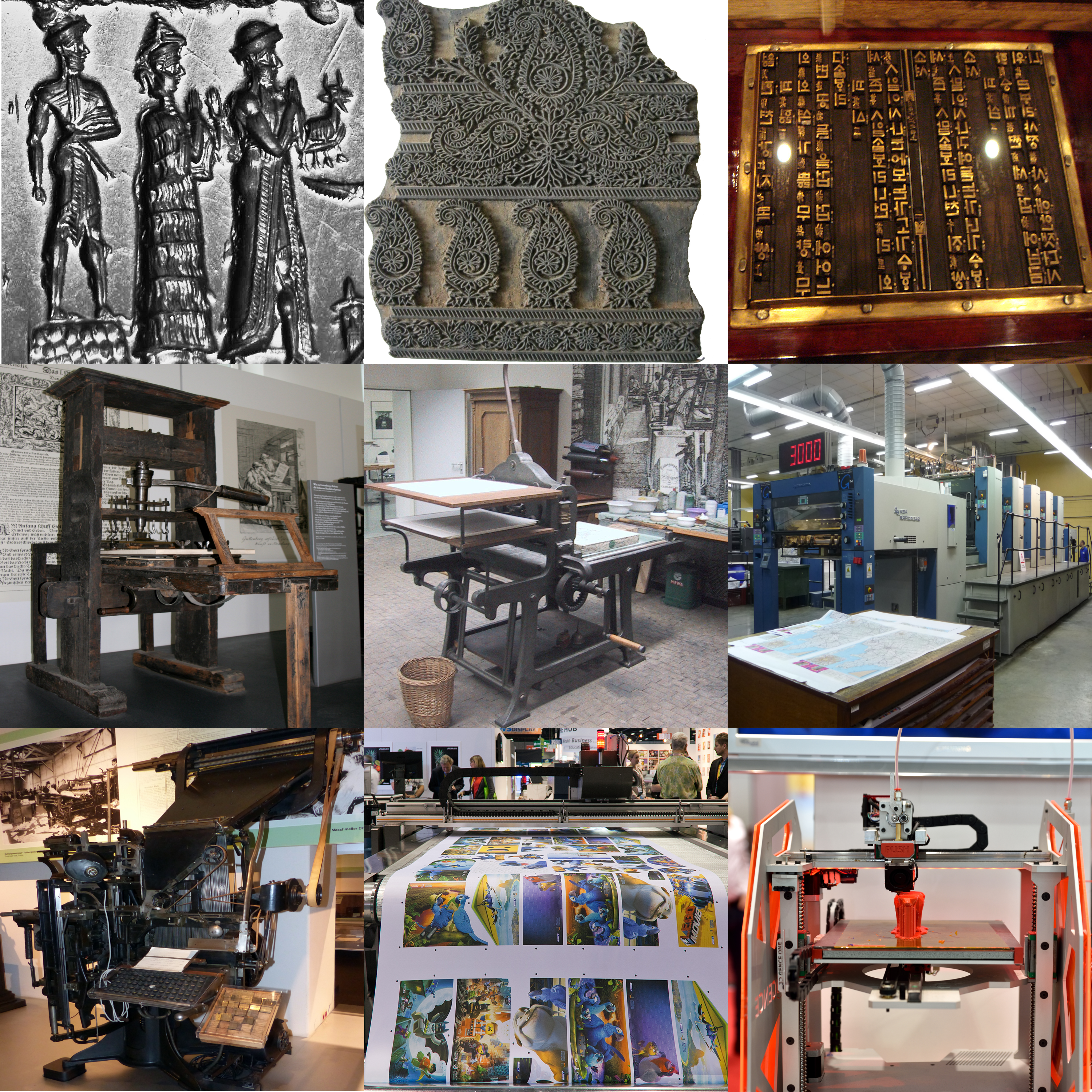
左上から順に: 紀元前1800年ごろのバビロニアの円筒印章、インドの捺染用木版印刷ブロック、李氏朝鮮の活字、（2行目）活版印刷機、リトグラフ印刷機、オフセット印刷機、（3行目）ライノタイプ、デジタル印刷機、3Dプリンタ

印刷（いんさつ、英: printingあるいはpress）とは、版にインキをつけて、それを紙（など）に押し付け、版と表裏が逆の模様を何枚も簡単に速くつくること、その作業（仕事）。

## 概要
印刷の基本から説明すると、まず版を作り、それにインクをつけて、紙など（紙以外のモノでもよい）に押し付けると、版と表裏が逆の状態でインクがつく。その仕事（作業）を印刷という。この作業で出来るものを印刷物という。
たとえば木版で年賀状や季節の挨拶の葉書をつくるとして、葉書の大きさの絵を描いて板に張り、インキをつけたいところを残して他を彫刻刀で彫り下げる。この版にインキをつけ紙に押しつければ印刷物ができあがる。この場合、最初描いた絵を「原稿」、版をつくる作業を「製版」といい、最後のインキをつけて紙を押し付ける作業を狭義の意味で印刷という。
印刷されたものを印刷物といい、印刷を業務として行っている会社を印刷会社といい、その工場を印刷工場という。
語源。プリントとプレス
print（プリント）ともpress（プレス）ともいう。
printの語源は、ラテン語の動詞「premere プレメーレ」でありこれは「押し付ける」という意味である。それが古フランス語で「preindre プランドル」となり、それが中期オランダ語で「prente」となり、それがオランダ語以外のゲルマン諸語にも広まってゆき、英語に1300年代に入り「print」となった。
「press プレス」は圧搾機から来ている。西洋では古くから、印刷機が登場する前から、圧搾機のことを「press プレス」と呼んでいた。グーテンベルクの印刷機は、もともと古くから西洋にあった、ワイン造りのためのブドウの圧搾機（wine press）を転用して開発したものである。この経緯で、圧搾機を意味した「プレス」は印刷機や印刷も意味するようになった。
ちなみに印刷の「印」の字は、今ではハンコという意味だが、もともとは、ハンコ（印璽)を爪で押さえて押捺(おうなつ)する人の姿の形をなぞった漢字である。つまり「印刷」というのはもともと、おさえて刷る、という意味の表現である。
現代の印刷の傾向
現代の印刷の主流はオフセット印刷である。「経済産業省　平成30年(2018年)工業統計 品目編」では印刷事業所を印刷方式により、オフセット印刷 / 活版印刷 / グラビア印刷 / 特殊印刷　の4つに分類しているが、2017年の統計データで、印刷事業所の73%ほどがオフセット印刷である。現在では活版印刷は9%。1960年代などまでは活版印刷が主流であったが、その後オフセット印刷への移行が進み、1980年にはオフセットのほうが優勢となり、その割合が増してきた。
現代の一般的なオフセット印刷の製版工程の後半では、刷版（さっぱん。薄いアルミ板でできた版）を作る。印画紙を出力してからフィルムに転写し、そのフィルムからアルミ板に焼き付けたり、あるいは組版データをもとにして専用の装置を使い直接にアルミ製の刷版に焼き付ける。
統計
- 2022年の世界の印刷産業の総売上は8210億ドル規模だった。[7]
- 世界の印刷による収益の76%は産業的な印刷業者によるものである。[7]
- 世界の広告印刷は2019年から2020年にかけて18%増加した。[7]
- 中国
  - 中国の印刷の収益の50%はパッケージ印刷である。[7]
  - 中国の印刷マーケットの30%は、伝統的な出版である。[7]
  - 中国の印刷の売上はコロナウィルスのパンデミックの際には80%ダウンとなった。[7]

## 歴史
印刷技術が発明されたのは、古代の中国であると考えられている。2世紀頃に中国で紙が発明され、7世紀から8世紀頃には木版印刷が行われていたといわれる。この木版印刷は朝鮮半島および日本にも伝来し、764年から770年にかけて現存する印刷物で製作年代がはっきりと判明しているものとしては世界最古のものである、日本の「百万塔陀羅尼」が印刷された。北宋に入ると木版印刷は広く普及し、多くの本が印刷されるようになった。また1041年ごろには畢昇が陶器による活字を発明した。この活字は朝鮮へと伝わり、金属活字による印刷が13〜14世紀の高麗でおこなわれている。ただし中国や日本においては文字数が膨大なものにのぼったこと、そして何よりも木版は版を長く保存しておけるのに対し、活版は印刷が終わればすぐに版を崩してしまうため再版のコストが非常に高くついたことから活字はそれほど普及せず、19世紀半ば以降にヨーロッパから再び金属活字が流入するまでは木版印刷が主流を占め続けていた。この木版印刷の技術はシルクロードを西進してヨーロッパにももたらされたが、その当時は本の複製はもっぱら写本が一般的であった。14世紀から15世紀ごろには、エッチングの技法がヨーロッパにおいて広がり、銅版印刷の技術が新たに生まれた。銅版は繊細な表現が可能であることから主に文字ではなく絵画の印刷に使用され、銅板による版画（銅版画）はルネサンス期以降広く使用されるようになった。

### 活版印刷の発明

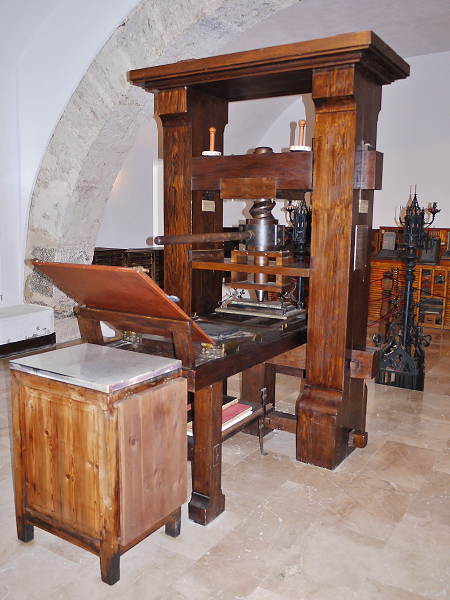
グーテンベルク印刷機のレプリカ。スペイン・バレンシアの博物館所蔵

印刷に一大転機をもたらしたのが、1450年頃のヨハネス・グーテンベルクによる金属活字を用いた活版印刷技術の発明である。グーテンベルクは金属活字だけでなく、油性インキ、印刷機、活字の鋳造装置などを次々と開発し、これらを組み合わせて大量に印刷ができるシステムを構築して、印刷という産業が成り立つ基盤を整えた。さらにそれまで使用されていた羊皮紙よりもはるかに印刷に適していた紙を印刷用紙に使用した。こうしたことからそれまでとは比べ物にならないほど書物が簡単に生産できるようになり、印刷が急速に広まった。その伝播速度は非常に速く、発明から20年ほどたった1470年までには、発明されたドイツのマインツのみならず、ライン川流域やパリ、北イタリアやローマにすでに印刷所が設立され、それからさらに10年後の1480年までにはイングランド・フランス全域・アラゴン・ネーデルラント・北ドイツ、さらにはチェコやポーランド、ハンガリーにいたるヨーロッパの広い地域で活版印刷所が設立されていた。グーテンベルクの発明から1500年以前までに印刷された書物はインキュナブラ（揺籃期本、初期刊本）と呼ばれ、どれも貴重書であるため莫大な古書価がつくことも間々ある。当時の印刷物は、聖書を始めとする宗教書が半数近くを占めており、活版印刷による聖書の普及は、マルティン・ルターらによる宗教改革につながっていく。ただし当時の印刷物の増大は宗教書に限らず、学術や実用書などあらゆる分野の印刷物が激増した。

### 活版印刷発明の影響

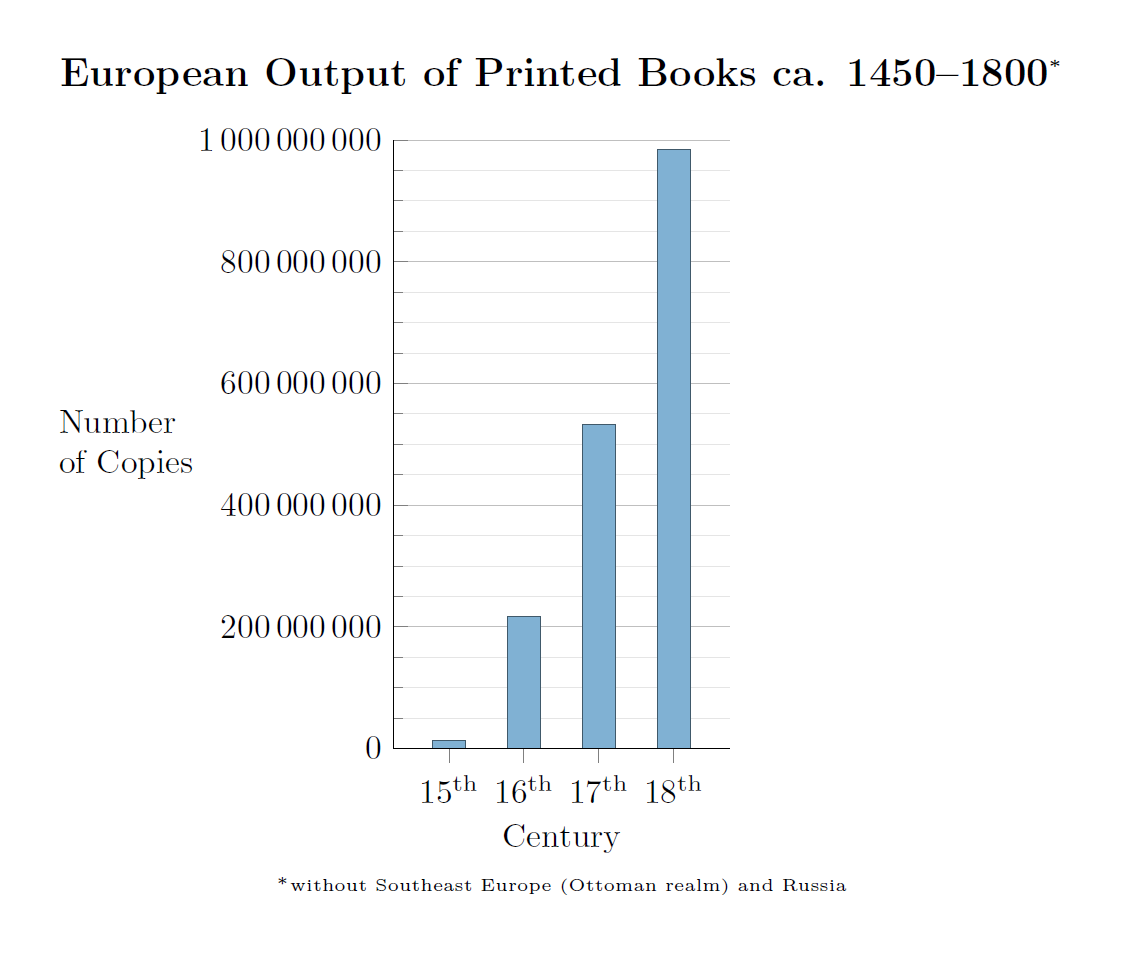
1450年から1800年にかけてのヨーロッパの書籍発行数

印刷、特に活版印刷の発明は世界にいくつもの巨大な影響を与えた。この影響を総称して「印刷革命」と呼ばれることもある。直接的な影響の例としては、活版印刷によって本が大量に供給されることで、それまで非常に高価だった書籍が庶民でも手に入るようになった。そのことで知識の蓄積および交流がそれまでの社会に比べ格段に進むようになり、宗教改革をはじめとする数々の社会的変革を引き起こしていった。
印刷はまた、書物の規格化をももたらした。写本の場合誤記や文章の欠落は珍しいことでは全くなかったが、活版印刷は事前チェックが可能であり、もし誤りがあった場合も修正が容易であるため、誤植の可能性を加味しても手書き本に比べはるかに正確な文章が記されるようになった。同時期に発達した版画と活版印刷の組み合わせは、元の情報の正確な反復を可能にし、信頼できる正確な図版および文章の蓄積は科学革命の基盤となった。印刷によって書籍に整った文字が並ぶようになったことは、それまでの手書き本に比べて読解を容易なものとし、識字の有用性をより高めることとなった。こうした書籍の氾濫は、貴重な本を一人の人間が読み上げそれを周囲の大勢の人間が拝聴するという形で行われていた知識の伝達システムを変化させ、聴覚に代わり視覚が優位に立つ新しい方法が主流となった。
このほか、それまでの写本時代にはほとんど考慮されていなかった著作権が、活版印刷の開始後ほとんど時をおかずして各国で次々と保護されるようになっていったことも印刷の大きな影響のひとつである。活版印刷の発明以前においては写本自体が写字生の確保などで非常に高コストなものであり、本自体も手書きのため発行量が非常に少なく、著者に写本の際なんらかの報酬が入ることはほとんどなかった。しかし活版印刷によって大量の書籍が一度に生産できるようになると、他者の出版物を無断で複製し再出版することが横行するようになり、著者並びに出版業者に対する権利の保護が急務となった。1518年にイングランドにおいてヘンリー8世が出版業者のリチャード・ピンソンに対し彼の出版物の他者再刊禁止を認めたのは、こうした動きの初期の例である。

### 近代における印刷技術の改良
その後、欧米においては長らく活版による文字、凹版による絵画、挿絵の印刷が行われた。活版印刷は熟練の植字工が必要であり、いまだ大量の印刷物を素早く印刷するというわけにはいかなかった。1642年にはドイツのルートヴィヒ・フォン・ジーゲンがメゾチントを発明した。18世紀初頭にはスコットランドのウィリアム・ゲドが鉛版を考案した。これは組みあがった活字に可塑性のあるものをかぶせて雌型を作り、それに鉛を注いで印刷用の板を再作成する方法で、組みあがった活字の再作成が容易になり、再版のコストを大きく下げた。こうした鉛版には当初粘土、次いで石膏が使われていたが、19世紀前半にフランスのジュヌーが紙を使って紙型を作成することを考案し、以後この方法が主流となった。1798年にドイツのセネフェルダーが石版印刷（リトグラフ）を発明。これが平版印刷の始めとなる。1800年にはイギリスのチャールズ・スタンホープ（スタナップ）が鉄製の印刷機を発明し、それまでの木製のグーテンベルク印刷機にとってかわった。1811年にはドイツのフリードリヒ・ケーニヒが蒸気式の印刷機を開発し、印刷能力は大幅に向上した。
|                       | 手動                              | 手動                          | 蒸気式                | 蒸気式                | 蒸気式                | 蒸気式                |
|                       | グーテンベルク型印刷機 1600年ごろ | スタンホープ印刷機 1800年ごろ | ケーニヒ印刷機 1812年 | ケーニヒ印刷機 1813年 | ケーニヒ印刷機 1814年 | ケーニヒ印刷機 1818年 |
| 1時間当たりの印刷枚数 | 200                               | 480                           | 800                   | 1,100                 | 2,000                 | 2,400                 |

1851年には輪転印刷機が発明された。こうした機械化によって、印刷物はより速く大量生産でき安価なものとなった。1884年にはオットマー・マーゲンターラーがライノタイプと呼ばれる鋳植機を発明し、これによって印刷工が1行ごとにまるごと活字を鋳造できるようになり印刷はより効率化した。現在主流となっている平版オフセット印刷は、1904年にアメリカのルーベルが発明したといわれているが、それ以前にイギリスではブリキ印刷の分野で使用されていた。ルーベルの発明は紙への平版オフセット印刷である。1938年にはアメリカのチェスター・カールソンがゼログラフィ（静電写真法）を発明し、1942年に特許を取得した。この発明は複写機の技術的基礎となり、1960年にハロイド社（のちのゼロックス）がこれを商品化したことでコピー機は全世界に普及した。1985年にはアメリカでDTPが始まった。

### デジタル印刷の出現
古代から印刷には必ず（物体の）版が必要とされていたが、1990年代以降、製版データは作成するが実用版（刷版）を出力しないデジタル印刷が出現した。
（なお、それでも必ず一旦、電子的な版を作成する。電子的な版すら作成せずに、いきなりモノの表面に何かを描くような作業はprinting印刷とは基本的に言わない。版も作成せずに何かを描く作業は印刷ではなく、drawing（ドローイング）や writing（ライティング）である。）
技術的な意味での世界初のデジタルカラー印刷機は1991年にドイツのハイデルベルク社が発表したGTO-DIとされている。
1993年にはイスラエルのインディゴ社が電子写真方式のE-print1000を発表した。電子写真方式の印刷機に用いられるエレクトロインキはブランケット胴に残らず、一回転ごとに異なる画像を印刷できる画期的なものであった。
一方、インクジェット方式は1990年代に日本でデジタルカメラとともに流行。産業用のインクジェット方式のプリンタは2011年頃から大型のものが次々と登場した。

### 日本における歴史

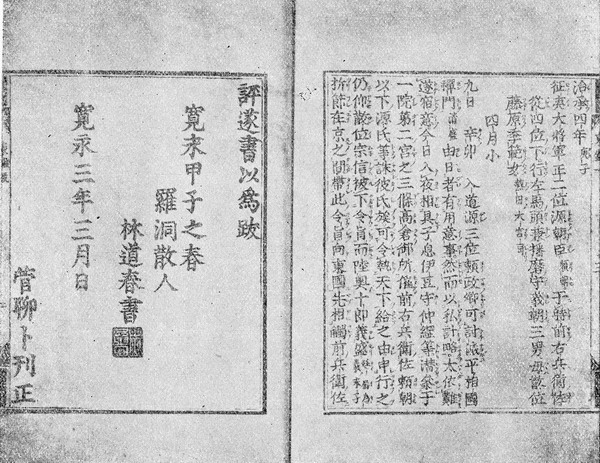
『吾妻鏡』古活字本寛永版・林羅山の跋文

日本では、「百万塔陀羅尼」が作成されて以降二百数十年間、印刷物が出されることはなかったが、平安時代中期になって、摺経供養が盛んに行われるようになった。これが、奈良を中心とする寺院の間に、出版事業を興させるようになる。興福寺などで開版した印刷物を春日版と呼ぶ。鎌倉時代には高野山金剛峰寺でも出版を行うようになった。これは高野版と呼ばれる。13世紀頃からは、宋へ留学した僧がもたらした宋刊版の影響を受け、京都で五山版が出る。安土桃山時代に入ると、1590年にはイエズス会のアレッサンドロ・ヴァリニャーノによって加津佐に印刷機が輸入されて活字による印刷（キリシタン版）が始まった。近世以前は金属活字を用いたキリシタン版や駿河版といった例外を除き、木版印刷が中心だった。木活字はこの時期多用され、美麗な嵯峨本を始め多くの木活字本が江戸時代初期には出版されていたが、寛永年間からは木版が盛んとなり、寛文年間にはほぼ整版にとってかわられた。これは中国と同様、文字数が多く活字も膨大な量が必要だったことと、木版は版を長く保存しておけるのに対し、活版は印刷が終わればすぐに版を崩してしまうため再版のコストが非常に高くついたことが原因である。しかし活字印刷が絶えてしまったわけではなく、木活字印刷は江戸時代を通じ細々と続けられた。一方、木版印刷は発展を続け、庶民の読み物である赤本や黄表紙など、一気に出版文化が花開くことになる。
木版以外では、1783年に司馬江漢が腐食による彫刻銅版画を製作している。1856年には長崎奉行所内で活版による近代洋式印刷が始まる。
明治時代に入り、1870年には本木昌造が長崎に新町活版所を創立、これが日本における民間初の洋式活版の企業化である。1888年には合田清が木口木版（西洋木版）を日本に初めて紹介した。日本初の印刷専門誌『印刷雑誌』の創刊号（1891年）の表紙には、合田清の木口木版画が使われている。1896年には、小川一真が日本初の3色版印刷を発表した。1902年には、小倉倹司が一般刊行物では日本で最初の3色版印刷物を発表した（明治35年7月15日発行の「文藝倶楽部」第8巻第10号の口絵に発表した「薔薇花」）。1919年には、HBプロセス法が日本に移入された。
1924年、石井茂吉と森澤信夫が邦文写真植字機の試作機を発表、1926年には写真植字機研究所を設立した。1929年、実用機が完成。その後2人は袂を分かち、それぞれ写研、モリサワとして写植オフセットの時代を支えていくことになる。
1960年、電子製版機（カラースキャナ）が実用化され、1970年代には、国産4色同時分解スキャナが開発された。この頃から電算写植、オフセット印刷が主流となる。1978年発表の東芝JW-10においてかな漢字変換も登場、千年の悩みであった漢字問題解決の目処が立った。
1985年、アメリカでDTPが始まり、1989年、日本初のフルDTP出版物『森の書物』が刊行された。この頃からデータのデジタル化が加速。オンデマンド印刷、電子出版などが徐々に現実となり始める。

## 版式による分類

### 有版式
|          |  |  |
| 版の色々 |  |  |

#### 凸版

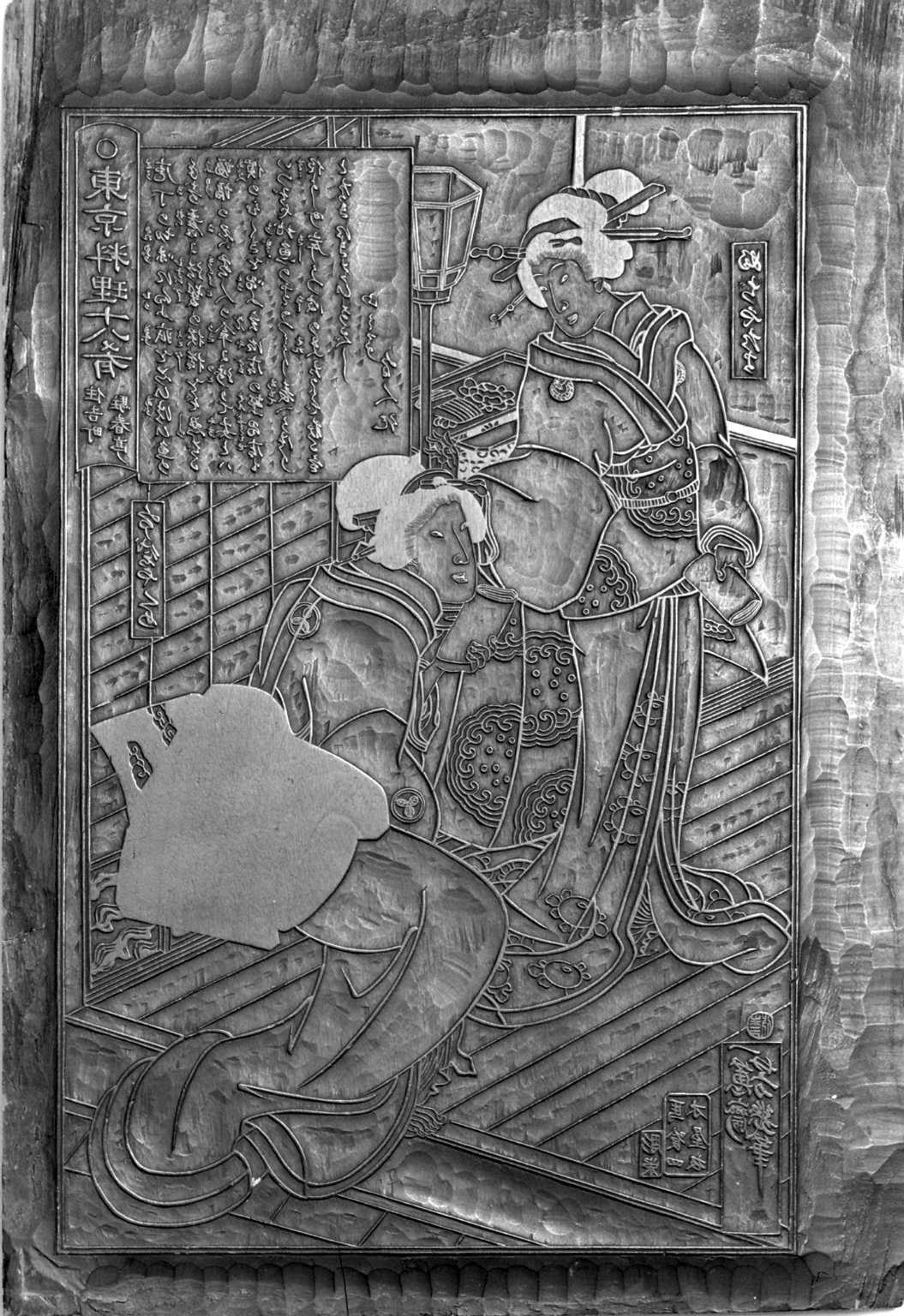
浮世絵の木版
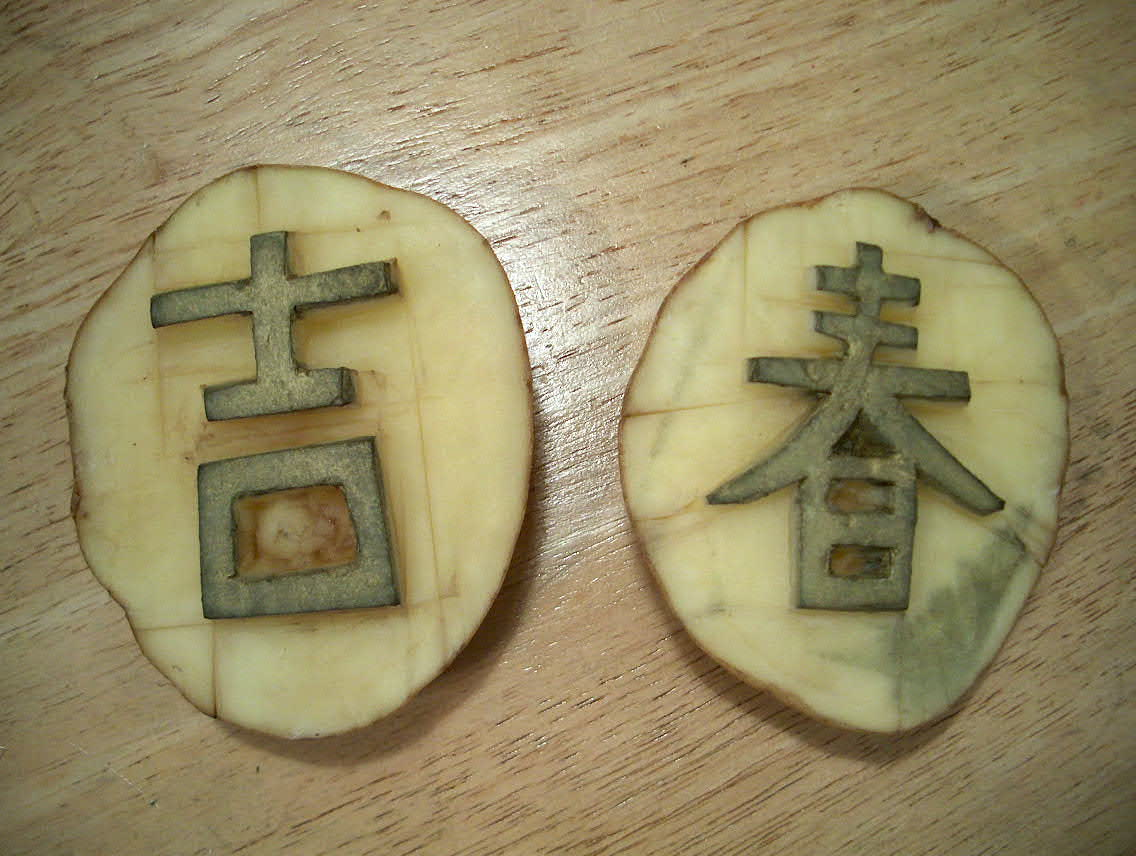
芋版

版の凹凸を利用する印刷法の一つで、非画線部を凹、画線部を凸にして凸部にインクをつけ、紙に転写する方式。
活版印刷（活字や写真凸版・線画凸版、罫線などを組み合わせて版とする）はこの版式である。印刷時での圧力により紙に凹凸ができることがある。また、印刷された文字にマージナルゾーン（インクの横漏れにより、実際の活字の線幅以上の余分な太さとなる部分）が見られるなどの特徴がある。版が鉛製で取り扱いにくいこと、オフセット印刷の発達などにより、活版印刷は廃れた。現在主に行われている凸版印刷は、樹脂凸版印刷およびフレキソ印刷である。樹脂凸版印刷とは、活版の代わりに感光性樹脂を刷版に用いるもので、週刊誌のモノクロページ、シール、ラベル印刷などで使用されている。ただし現在では、週刊誌のモノクロページはほとんど平版オフセットで印刷されるようになった。フレキソ印刷は、ゴムや感光性樹脂の版を用い、刷版にインキを供給する部分にアニロックスロールと呼ばれるローラーを用いる方法である。アニロックスロールは、表面に規則正しい配列で凹みを彫刻し、その凹部に詰まったインキを版に供給するもので、用途に合わせて凹部の線数を選択することができる。印圧がほとんどない「キスタッチ」が理想とされ、段ボールライナー、包装フィルムなどの印刷に使用されている。
ドイツで印刷術が流行した時期、凸版印刷術のアイディアは、レオナルド・ダ・ヴィンチが考案し、印刷機の設計図も描いたが、実用化されるのは、その300年後となる（佐藤幸三編、文・青木昭 『図説 レオナルド・ダ・ヴィンチ』 河出書房新社 （初版1996年）6刷2006年 p.22）。一説にレオナルドの手稿が鏡文字を用いたのも、この印刷用の版を意識してのこととされる（同『図説 レオナルド・ダ・ヴィンチ』 p.22）。

##### 線画凸版
印刷物には文字だけでなく挿し絵などの図版も必要とされることが多い。図や表などの線画から光学的にネガフィルムを作成し、それを感光剤を塗布した亜鉛版（または銅版）に焼き付ける。感光したところだけ硬化して皮膜となるので、塩酸などで金属を腐食させることで感光部（画線部）だけが凸状に残る線画凸版が出来上がる。

##### 写真版
写真を印刷するための凸版を写真版という。詳細は#写真印刷を参考。

##### 鉛版
複製鉛版、ステロ版ともいう。活字や線画凸版を組版して作った原版は摩耗などにより一定枚数しか印刷出来ないのが通常であるため、原版に紙型を載せてプレス加圧を行って型を取り、その紙型を鋳型として鉛・錫・アンチモンの合金を流し込んで複製版が作られる。この際、半円形に鋳造した物を2つ組み合わせれば「丸鉛版」となり輪転機にかけることが可能となる。これによって大量印刷が可能となった。

凹版の基本的仕組み
（下の版にある凹部分のインクが紙(上)に転写される）

#### 凹版
版の凹凸を利用する印刷法の一つで、非画線部である凸部のインクを掻き取り凹部に付いたインクを紙に転写する方式。現在では電子彫刻された銅製のシリンダーを用いた刷版が使用されるため耐久性があり、大量の印刷に向いている。微細な線を表現できることから、偽造防止の目的で紙幣や収入印紙などに採用されることが多い。
また、グラビア印刷も凹版印刷の仲間と言える。グラビア版は、ほかの印刷方法のような錯覚を利用した濃淡表現と、凹部分の深さの違いによるインクの量の増減による濃淡の変化の双方が可能であるため、写真などの再現性に優れている。かつて、雑誌においては本文は凸版で印刷され、写真ページはグラビアで印刷されていたことから、転じて写真ページのことをグラビアページと呼ぶようになった。現在は本文、写真ともオフセット印刷が利用されることが多い。

#### 平版

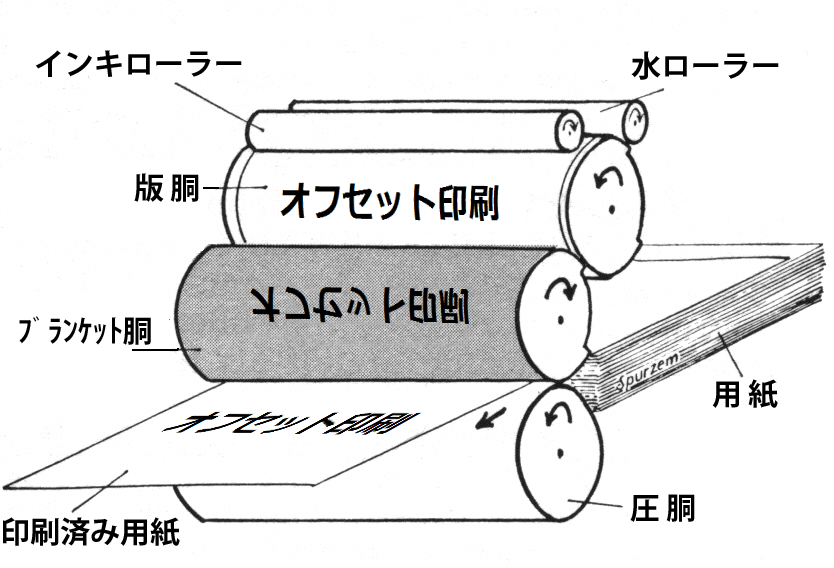
オフセット印刷

平らな版の上に、化学的な処理により、親油性の画線部と親水性の非画線部を作成し、インキを画線部に乗せて、紙に転写する方式。
一般的にはオフセット印刷と同義で理解されているが、オフセットとはインキが版からゴム版に一度転写されることを指すのであり、本来、平版印刷と言うのが正しい。オフセットする凸版（ドライオフセット印刷など）や凹版（パッド印刷＝タコ印刷など）もまれに存在する。石版印刷（リトグラフ、リソグラフィ）も平版の一種。
現代日本の出版物は、多くが平版オフセット印刷で刷られている。直刷りの凸版や凹版と違い、刷版上の画像が反転していないので間違いなどを見つけやすい。また高速、大量の印刷に適している。日本において平版印刷が普及した理由として写真植字が挙げられる。写真植字による版下作成はその後工程として製版フィルム化（集版）が不可欠であり、この工程を経る限り平版印刷が最適であるからである。カラー印刷は殆どすべてこの方式である。

#### 孔版
版（油紙など）に微細な孔を多数開け、圧力によってそこを通過したインクを紙などに転写する方式。
手軽な設備で実現できる。身近な代表例は理想科学工業のプリントゴッコやリソグラフ（製品名）。複製絵画に使用されるシルクスクリーンや、謄写版（ガリ版）も孔版の一種。文字や画像の印刷に限らず、物体表面に各種の機能性材料の皮膜を形成する技術として広く用いられている。一例では、カラーブラウン管のシャドーマスクや液晶表示装置のカラーフィルターといった部品が、印刷技術を用いて製造されている。別名ステンシル印刷とも称されるが、最近ではスクリーン印刷と呼ばれることが多い。ステンシルテンプレートは孔版の一種といえる。

### 無版式
無版印刷とは、製版フィルムや刷版などを作成することなく、直接、用紙に印刷する方式。

#### 電子写真方式（静電記録方式）
電子写真方式（静電記録方式）はオフィスなどで用いられるレーザープリンターに広く普及している方式。

#### 熱転写方式
熱転写方式には溶融型熱転写と染料熱転写がある。染料熱転写は染料の加熱による昇華を利用したため昇華型熱転写と呼ばれていたが、必ずしも昇華の原理を利用しないものも利用されるようになっている（ただし分類上は印刷の過程と関係なく昇華型熱転写が使われることもある）。

#### インクジェット方式
インクジェット方式は1980年代に電機系の会社を中心に開発された。

## 写真印刷

(a) 凹版はセルの深さで濃淡を表現できる。
(b) 凸版は網点の大きさで濃淡を表現する。

### 凹版
凸版や平版と異なり凹版では画線部を凹部で製版する。凹版印刷の代表であるグラビア印刷では、くぼみ（「セル」という）の深さにより印刷されるインキの量を調整できるため、網点を使うことなく色の濃淡を表現することができる。これをコンベンショナル法という。現在グラビア印刷で主流は網グラビア法で、これは網点を使った印刷手法である。

### 網点

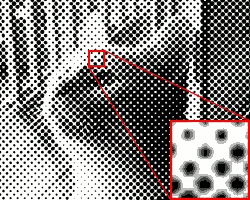
モノクロ網点、45°スクリーン

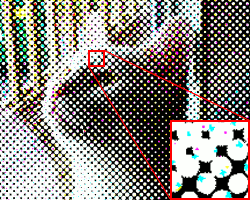
同じ写真のカラー/CMYK網点

CMYK網点スクリーン角度の例

写真に連続階調があるのに対し、凸版印刷、平版印刷では白黒の場合、白と黒の2階調しか出力できない。そこで網点（ハーフトーンドット）の大小によって写真の濃淡を表現している。（網版法）
この手法が印刷に用いられるようになったのは、ドイツのマイゼンバッハらの発案を元に、1886年、アメリカのレビー兄弟が網スクリーンの実用化に成功したのが始まりである。
製版には黒と白しか出ない超硬性のリスフィルムが使用される。フィルムの前に一定の距離を空けてコンタクトスクリーン（網スクリーン）を置く。このスクリーンは格子状に光が透過する模様が入っており、写真の濃淡を黒い網点の大小に置き換えてリスフィルムに焼き付ける効果を持つ。こうして作られた網ネガが製版フィルムとなる。
なお、網の細かさは「網点の数／インチ」で表わされ、それをスクリーン線数という。新聞などインキのにじみやすい紙質のものは85線（1インチに85個の網点）、一般書籍は100線、写真中心の画集などは175線といった具合である。
凸版ではこうしてできた製版フィルムと亜鉛版（もしくは銅版）に感光剤を塗布したものを組み合わせて露光する。感光した部分だけが硬化して残り、他の部分が洗い落とされる。この亜鉛版を塩酸で腐食させることで感光した部分だけが凸状に残った写真版（網版）が出来上がる。活字と写真版から組版により印刷に用いる原版が出来上がる。
オフセット印刷に代表される平版でも基本的な原理は同じである。文字原稿から写植あるいは電算写植により版下が作成され、写真はコンタクトスクリーンによる露光によって網ネガが作られて、文字版下と組み合わされ網ポジが作られる。この網ポジがPS版に焼き付けられて製版される。
同人誌などをオフセット印刷に回す場合、濃淡部分は事前に網点化（網掛け／網入れ）しておくと料金が安く済むことが多い。個人用のプリンターで印刷したものの場合、既にこの処理は行われている。
カラー写真の場合、製版時にCMYK各色用フィルターを用いるなどして4色分解を行い、それぞれの色に対応した版を作る。この時用いる網スクリーンは格子の角度をそれぞれの色ごとに10～15度ずつずらしたものを使い、モアレの発生を抑制している。
2015年現在、商業印刷で主流のオフセット印刷では最新のCTPダイレクト刷版により製版フィルムが不要になっているケースがある。CTPによって写真は電子的に色分解や網点化が行われるため、スクリーンを使った光学的な置換はもはや行われない。

## 印刷方法の比較
| 印刷方法                 | 転送方法                               | 圧力    | インク量             | 粘度          | インクの厚さ | 備考                                                                         | 費用対効果の高い印刷枚数                                            |
| ------------------------ | -------------------------------------- | ------- | -------------------- | ------------- | ------------ | ---------------------------------------------------------------------------- | ------------------------------------------------------------------- |
| オフセット印刷           | ローラー                               | 1 MPa   |                      | 40-100 Pa・s  | 0.5-1.5 μm   | 高い印刷品質                                                                 | >5,000 (A3仕上げ寸法, sheet-fed) >30,000 (A3仕上げ寸法, 巻取印刷機) |
| グラビア印刷             | ローラー                               | 3 MPa   |                      | 50-200 mPa・s | 0.8-8 μm     | インク層を厚くすることができる 画像再現性に優れる 印刷のふちがギザギザになる | >500,000                                                            |
| フレキソ印刷             | ローラー                               | 0.3 MPa |                      | 50-500 mPa・s | 0.8-2.5 μm   | 高品質                                                                       |                                                                     |
| 活版印刷                 | 圧盤                                   | 10 MPa  |                      | 50-150 Pa・s  | 0.5-1.5 μm   | 乾くのが遅い                                                                 |                                                                     |
| スクリーン印刷           | スクリーンの穴を通してインクを押し込む |         |                      |               | <12 μm       | 多彩な方法がある 低品質                                                      |                                                                     |
| ゼログラフィ             | 静電気                                 |         |                      |               | 5-10 μm      | インクが厚い                                                                 |                                                                     |
| 液体ゼログラフィ         | 静電気                                 |         |                      |               |              | 画像再現性に優れる、多彩な媒体に印刷可能、非常に薄い画像                     |                                                                     |
| インクジェットプリンター | 熱                                     |         | 5-30ピコリットル(pl) | 1-5 Pa・s     | <0.5 μm      | インク消費を減らすための特殊用紙が必要                                       | <350 (A3仕上げ寸法)                                                 |
| インクジェットプリンター | 圧電                                   |         | 4-30 pl              | 5-20 mPa s    | <0.5 μm      | インク消費を減らすための特殊用紙が必要                                       | <350 (A3仕上げ寸法)                                                 |
| インクジェットプリンター | 連続                                   |         | 5-100 pl             | 1-5 mPa・s    | <0.5 μm      | インク消費を減らすための特殊用紙が必要                                       | <350 (A3仕上げ寸法)                                                 |
| 転写                     | 熱転写フィルムまたは水圧による転写     |         |                      |               |              | 湾曲した表面または凹凸のある表面に画像を大量印刷可能                         |                                                                     |

## 主要印刷機械メーカー
世界
en:Category:Printing press manufacturers
日本
| - 小森コーポレーション - ハイデルベルグ・ジャパン - 三菱重工印刷紙工機械 - リョービ - 東京機械製作所 - 篠原鐵工所 - ハマダ印刷機械 - 理想科学工業 - 桜井グラフィックシステムズ - ミヤコシ | - 太陽機械製作所 - 浮田工業 - ミューラー・マルティニ - アキヤマインターナショナル - コモリシャンポン - マイクロ・テック - ゴスジャパン - ニューロング精密工業 |